# Бочарівка (Курська область)
Бочарівка (рос. Бочаровка) — присілок в Мантуровському районі Курської області Російської Федерації.
Населення становить 149 осіб. Входить до складу муніципального утворення Сеймська сільрада.

## Історія
Населений пункт розташований на території українського етнічного та культурного краю Східна Слобожанщина.
Від 2004 року входить до складу муніципального утворення Сеймська сільрада.

## Населення
| 2002 | 2010 |
| ---- | ---- |
| 196  | ↘149 |